# IC 2163
IC 2163 је спирална галаксија у сазвјежђу Велики пас која се налази на листи објеката дубоког неба у Индекс каталогу.
Деклинација објекта је - 21° 22' 35" а ректасцензија 6h 16m 28,0s. Привидна величина (магнитуда) објекта IC 2163 износи 11,7 а фотографска магнитуда 12,4. IC 2163 је још познат и под ознакама ESO 556-9, MCG -4-15-21, UGCA 125, PGC 18751.